# (17703) Bombieri
(17703) Bombieri (1997 RS5) – planetoida z grupy pasa głównego asteroid okrążająca Słońce w ciągu 3,27 lat w średniej odległości 2,2 j.a. Odkryta 9 września 1997 roku.